# Hernán Caputto
Héctor Hernán Caputto Gómez (San Andrés de Giles, Argentina, 6 de octubre de 1974) es un exfutbolista y actual entrenador argentino nacionalizado chileno. Actualmente dirige a Deportes Copiapó de la Primera B de Chile.
Jugaba de portero.

## Trayectoria

### Como jugador
Es un exportero argentino nacionalizado chileno en 2005 que tuvo una dilatada trayectoria en el fútbol de Chile, donde jugó en siete clubes en un lapso de quince años.
Tras jugar baloncesto hasta los 12 años, cambió al fútbol, empezando como delantero. Luego fue destinado al arco, donde mostró aptitudes. En su país natal jugó en Primera B en Platense y Tigre. Llegó a Chile en 1997, a defender los colores de Provincial Osorno. Fue reconocido como el arquero que recibió un golpe por parte de Juan "Candonga" Carreño el 20 de septiembre de 1998, durante la 19.ª fecha del torneo de Primera División de Chile 1998 en el Estadio Municipal Parque Schott de Osorno.
Luego tuvo pasos por Unión Española, Palestino y Deportes Puerto Montt en Primera División, mientras que en Primera B, aparte de los hispanos, en Magallanes y Unión San Felipe, club del que recaló en Universidad de Chile en 2006. También tuvo un paso por el PSM Makassar de Indonesia para reemplazar al también nacionalizado chileno Sergio Vargas tras su retiro.
Al no tener continuidad en el equipo azul, llegó a jugar a Huachipato para la temporada 2010; se retiró al año siguiente del fútbol competitivo.

### Como entrenador
Desde 2016 hasta 2019 se desempeñó como DT de la selección de fútbol sub-17 de Chile, a la que clasificó a dos mundiales de la categoría. En junio de 2019, a cuatro meses del Mundial de la categoría en Brasil, renunció a su cargo de forma indeclinable.
El 9 de julio de 2019, se le nombró como nuevo jefe técnico del fútbol formativo de Universidad de Chile. El 4 de agosto, tras el despido de Alfredo Arias, y con el equipo en puestos de descenso, se le designó interinamente como entrenador del primer equipo.
Como entrenador del primer equipo, se vio envuelto en una polémica a consecuencia de la no renovación del arquero e ídolo de la Universidad de Chile, Johnny Herrera. Fue desvinculado el 30 de octubre de 2020 debido al bajo rendimiento del equipo tras el regreso al fútbol luego del forzado receso por la Pandemia del COVID 19.
En junio de 2021, es anunciado su regreso al banco de la Sub-17 chilena. Tras no lograr clasificar al mundial de la categoría en 2023, se mantuvo en el banco hasta septiembre de 2023, fecha en que renunció a su cargo. El 15 de septiembre del mismo año, es anunciado como nuevo entrenador de Ñublense de la Primera División chilena. Luego de perder como local ante Huachipato por la 29° fecha del torneo nacional, en una conversación con un hincha se refirió a su antecesor Jaime García como “¿El indisciplinado de García? ¿El que chupaba con los jugadores?”, frases que indignaron a la hinchada.A fin de temporada, se anunció su desvinculación de la banca chillaneja.En una entrevista posterior, señaló no estar a gusto en el conjunto chillanejo, debido a los tratos que recibió de la hinchada.

## Clubes

### Como jugador
| Club                  | País      | Año       |
| --------------------- | --------- | --------- |
| Platense              | Argentina | 1988-1993 |
| Tigre                 | Argentina | 1994-1996 |
| Provincial Osorno     | Chile     | 1997-1998 |
| Unión Española        | Chile     | 1999-2000 |
| Magallanes            | Chile     | 2001      |
| Unión Española        | Chile     | 2002-2003 |
| Deportes Puerto Montt | Chile     | 2004      |
| PSM Makassar          | Indonesia | 2004      |
| Palestino             | Chile     | 2004-2005 |
| Unión San Felipe      | Chile     | 2006      |
| Universidad de Chile  | Chile     | 2006-2009 |
| Huachipato            | Chile     | 2010-2011 |

### Como entrenador
| Club                 | País  | Año       | PJ  | PG | PE | PP | Efectividad |
| -------------------- | ----- | --------- | --- | -- | -- | -- | ----------- |
| Sub-15 de Chile      | Chile | 2013-2015 | 3   | 0  | 3  | 0  | 33.33%      |
| Sub-17 de Chile      | Chile | 2016-2019 | 22  | 11 | 5  | 6  | 57.58%      |
| Universidad de Chile | Chile | 2019-2020 | 31  | 11 | 10 | 10 | 46.23%      |
| Sub-17 de Chile      | Chile | 2021-2023 | 15  | 3  | 2  | 10 | 24.44%      |
| Ñublense             | Chile | 2023      | 7   | 2  | 2  | 3  | 38.09%      |
| Deportes Copiapó     | Chile | 2024-Act. | 34  | 13 | 8  | 13 | 46.08%      |
| Total                | Total | Total     | 112 | 40 | 30 | 42 | 44.64%      |

#### Selección
| Chile Sub-17    | 2017            | 9  | 5  | 2 | 2  | 2.º | 3 | 0 | 1 | 2 | FG  | 12 | 5  | 3 | 4  | 7  | 16 | -9  |
| Chile Sub-17    | 2019            | 9  | 5  | 2 | 2  | 2.º | 4 | 1 | 0 | 3 | 1/8 | 13 | 6  | 2 | 5  | 24 | 18 | +6  |
| Chile Sub-17    | 2023            | 9  | 2  | 1 | 6  | 6.º | - | - | - | - | -   | 9  | 2  | 1 | 6  | 5  | 15 | -10 |
| Total Selección | Total Selección | 27 | 12 | 5 | 10 | -   | 7 | 1 | 1 | 5 | -   | 14 | 13 | 6 | 15 | 36 | 49 | -13 |

## Palmarés

### Como jugador

#### Torneos nacionales
| Título           | Club                 | País  | Año    |
| ---------------- | -------------------- | ----- | ------ |
| Primera B        | Unión Española       | Chile | 1999   |
| Primera División | Universidad de Chile | Chile | 2009-A |